# سيف بن ذي يزن
سيف بن ذي يزن (نحو 516م - 574م[محل شك]): مَلِك حميري من فترة ما قبل الإسلام، جرت أسطرته بعد تحرير اليمن من الغزو الحبشي فشاع ذكره في الأدب الإسلامي. حكم سيف بن ذي يزن من قصر غمدان في صنعاء، والذي كان من أشهر وآخر الملوك الذين سكنوه. يعود لابن ذي يزن الفضل في طرد الأحباش من اليمن بعد أن ظلوا يحكمونه منذ عهد ذي نواس حوالي أوائل القرن السادس.

## اسمه
سيف هو لقب ابتكره الأخباريون العرب لهذا الملك. قال الهمداني "ويقال إنه سمي سيفاً لنجدته وشجاعته. وأن اسمه شراحيل بن عامر". في حين يرد في السيرة النبوية لابن هشام: "سَيْفُ بْنُ ذِي يَزَنَ الْحِمْيَرِيُّ، وَكَانَ يُكَنَّى بِأَبِي ‌مُرَّةَ" وأن اسمه معدي كَرِب.
أما لقب سيف (ذو يزن) فهو تعريب لأسرة اليزأنيين المعروفة والموثقة في النقوش باسم 𐩹𐩺𐩸𐩱𐩬 "ذو يزأن" (بالهمزة) مثل نقش عبدان الكبير المؤرخ بسنة 360م؛ وظهر مرة واحدة بتسهيل الهمزة (يزن) في نقش حِميري متأخر.

## في النقوش
لا يرد ذكر الملك سيف ذي يزن في النقوش الأثرية المكتشفة حتى الآن، ولا توجد إشارة إلى استجلاب الفرس لحكم اليمن. ومع ذلك يبدو أن سردية المصادر الإسلامية لها أصل تاريخي يتفق مع السياق التاريخي والمصادر الخارجية، كالإشارة التي ذكرها القديس فوتيوس عن حملة فارسية على الأحباش الحميريين والتي تم فيها أسر ملك الحميريين الذي يدعى سنتورقس Sanatourkès [مسروق؟] حياً من قبل القائد الفارسي؛ ودُمرت المدينة واُستعبد السكان.، وغيرها من إشارات المؤرخين الرومان.
يقول ابن الأثير - نقلاً عن ابن الكلبي - في كتابه الكامل في التاريخ: «كانت [أم سيف] قد ولدت لذي يزن ولداً اسمه مَعديكَرِب، وهو سيف». فلعله يقصد الأمير "معديكرب"، ابن الملك سميفع أشوع ذو يزن المعروف في النقوش (والذي حكم منذ 530 م مدة خمس سنوات).
وبحسب نقش مسلّة أبرهة، فقد قاتل الأمير "معديكرب" (برفقة يزيد بن كبشة سيد كندة) ضد أبرهة الحبشي في سنة 547م.

## تحرير اليمن
بحسب الرواية الإسلامية أن لما كان الأحباش أقوى من أن يحاربهم سيف لوحده، التمس العون في بادئ الأمر من الروم، حيث ذهب إلى أنطاكية التي كانت مقر ملك بيزنطة آنذاك، وطلب من القيصر (جستين الثاني على الأرجح) أن يخرج الأحباش ويولي بلاد اليمن من شاء من الروم، إلا أن ملك الروم رده قائلاً بأن الأحباش نصارى مثل الروم، ولن يساعده ضدهم.
فتوجه بن ذي يزن إلى الحيرة بعد رفض الروم المساعدة، وقابل هناك عمرو بن هند بن المنذر (عامل فارس على الحيرة وما يليها من أرض العرب). فأخذه النعمان بن المنذر إلى كسرى أنوشروان الأول حاكم فارس. فقبِل كسرى طلبه بعد تردد، وأرسل معه نحو 800 رجل أخلى سبيلهم من سجونه، وأمَّر عليهم أحد قادته يسمى وَهرِز (وهو لقب عسكري وليس اسمه كما ظن الإخباريون). فسافروا على متن ثماني سفن وصلت منها ست إلى ساحل حضرموت، وانضم إليهم كثير من العرب. وكان يقود الأحباش مسروق بن أبرهة (الأخ غير الشقيق لأبرهة، من جهة الأم)، وانتصر سيف بن ذي يزن ووهرز على الأحباش في معركة حضرموت سنة 570م.
عُين سيف بن ذي يزن ملكاً على اليمن بعد طرد الأحباش، لكن كسرى أمر قائد قواته بأن يعاهد بن ذي يزن على الأمانة للفرس، وفرض عليه الجزية كل عام، وأن يتزوَّج الفرس من قومه، ولا يتزوَّج قومه من الفرس؛ فوقعت اليمن بذلك تحت سيطرة الفرس، وقال سيف بن ذي يزن قولته الشهيرة: استبدلنا أسيادً بأسياد. وبدأ الحكم الساساني لليمن. بقي الملك سيف بن ذي يزن في الحكم نحو 4 أعوامًا. وقد قتله بعض الأحباش غيلة في قصره في حوالي 574م، وانتقم له الفرس وأرسلوا حملة أعادوا بها سيطرتهم على اليمن وأقاموا ابنه حاكما بجانب الفرس.

### وفد قريش إلى سيف
يُجمع الإخباريون المسلمون أن قبيلة قريش بعثت وفداً إلى سيف بن ذي يزن برئاسة عبد المطلب بن هاشم جد رسول الله ﷺ.، ولكن المستشرق جولد تسيهر يشكك في هذه الرواية ويراها من اختلاق اليمانية، لتشريف اليمن في مقابل الحط من قريش.
ويذكر سيف بن ذي يزن في قصيدة رثاء الأندلس النونية للشاعر الأندلسي أبي البقاء الرندي من القرن الثالث عشر في الأبيات:

## مشكلة التسلسل الزمني
توجه الرواية الإسلامية مشكلة في تسلسل الأحداث زمنياً، فالنعمان بن المنذر بدأ حكمه في عام 583 م، أي بعد وفاة كسرى أنوشروان حاكم فارس بأكثر من عشر سنوات، فلا يمكن للنعمان أن يأخذ سيف إلى كسرى، بحسب السردية الإسلامية.
وكذلك تختلف المصادر الإسلامية على روايتين، الأولى تسرد الرواية السابقة عن استعانة سيف بالفرس واستجابتهم؛ أما الرواية الثانية عند ابن الكلبي فهي الأكثر درامية والأقرب للأسطورة، وفيها مات "ابن يزن" (هكذا يسميه) في انتظار كسرى فارس (فلم يزل مقيما عنده حتى هلك) دون استجابة منهم. وأن بطل قصة تحرير اليمن كلها هو ابنه واسمه معديكَرِب وكنيته أبو مُرَّة الفياض، الذي اختطفه أبرهة رضيعاً هو وأمه ريحانة، فتربى في بيت أبرهة حتى كبر، ولما صارحته أمه بالحقيقة خرج إلى الروم ثم إلى فارس متبعاً خطى والده، ولكنه على عكس والده، ينجح في إقناع كسرى فارس بالتعاون.

## نسبه عند الإخباريين
سيف بن النعمان بن عفير (الأوسط) بن زرعة بن عفير (الأكبر) بن الحارث بن النعمان بن قيس بن عبيد بن شراحيل (سيف) بن عامر (ذو يزن) بن أسلم بن الحارث بن مالك بن زيد بن الغوث بن سعد بن عوف بن عدي بن مالك بن زيد بن سدد بن زرعة (حِميَر الأصغر) بن سبأ (الأصغر) بن كعب بن سهل بن زيد بن عمرو بن قيس بن معاوية بن جشم بن عبد شمس بن وائل بن الغوث بن جيدان بن قطن بن عريب بن زهير بن أيمن بن الهُميسع بن حِميَر بن سبأ بن يشجب بن يعرب بن قحطان، وفي بعض الروايات ذُكر أن اسمهُ هو معديكرب بن أبي مرة وقد عُرف أبوه بـ«أبي مرة الفياض»، وكان من أشراف حِميَر وأذوائِها وأقيالِها.
وقال خير الدين الزركلي: سيف بن ذي يزن بن ذي أصبح بن مالك بن زيد الجمهور بن سهل بن عمرو بن قيس بن معاوية بن جشم بن وائل بن الغوث بن قطن بن عريب بن زهير بن أيمن بن الهميسع بن حمير

## سيرة سيف الملحمية

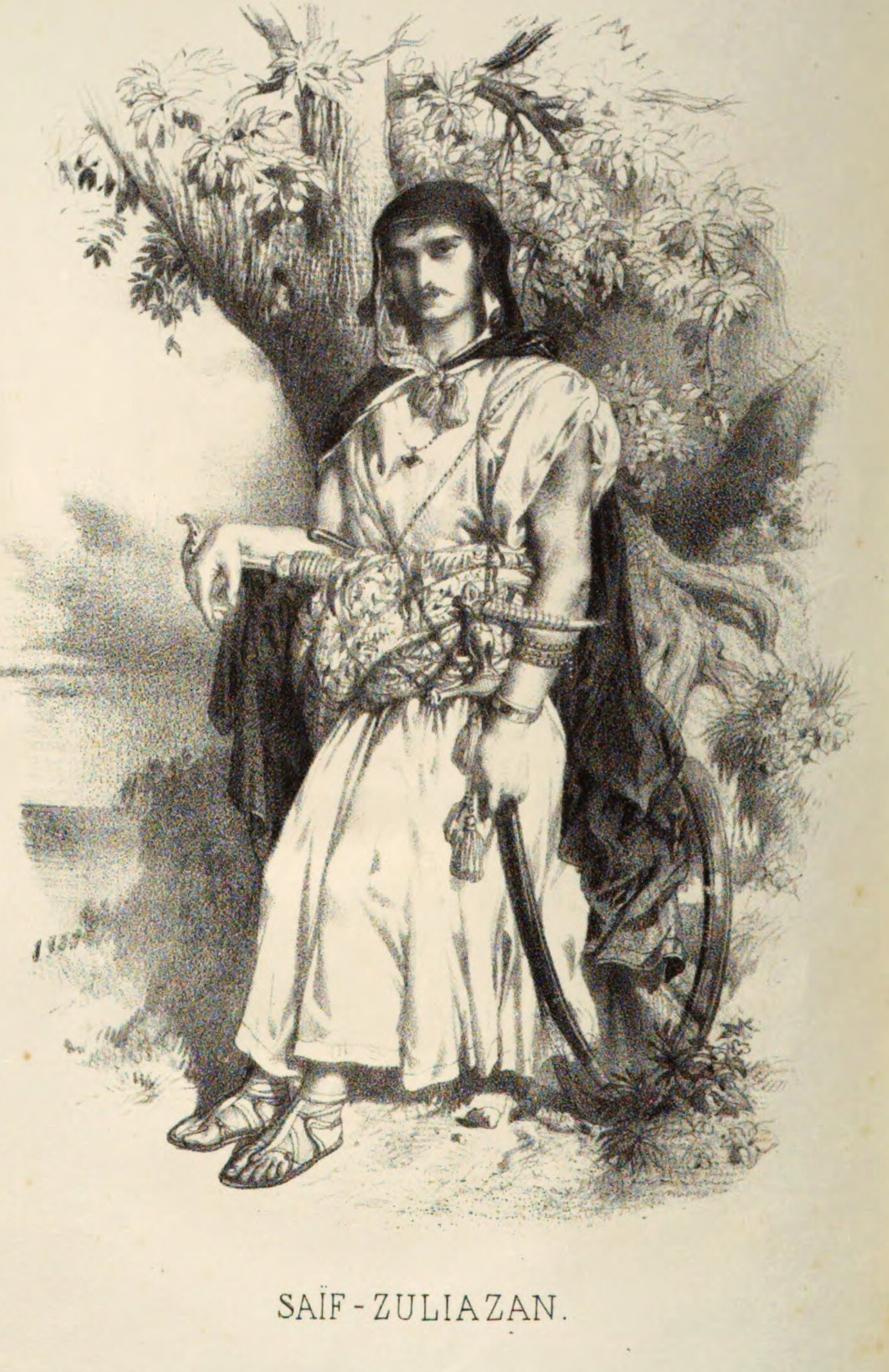
رسم تخيلي لسيف بن ذي يزن في طبعة Ali Bey الفرنسية للملحمة 1847.

وبعيداً عن التاريخ، تداول الموروث الشفاهي سيرة طويلة لشخصية سيف بن ذي يزن تندرج ضمن الفانتازيا الملحمية، وشاعت خاصة في مصر حيث تدور معظم الأحداث، ويؤرخ جمع ملحمته هذه في كتاب بالعصر المملوكي في مصر، بالفترة بين القرنين الرابع عشر إلى بداية الخامس عشر الميلادي، وصدرت الملحمة كاملة في القرن التاسع عشر مطبوعة عن الهيئة العامة لشؤون المطابع الأميرية في عشرين جزءاً في أربعة مجلدات وهي واحدة من أطول السير العربية.
تُحلق سيرة سيف بن ذي يزن بعيداً عن الحقيقة التاريخية، فتلبس الملك سيف بن ذي يزن لباساً غير بشري، وتجعل له أصولاً جنية، فأمه إحدى ملكات الجن، وله أخت منهن. وتحكي السيرة عن زوجة سيف منية النفوس، وكيف اختطفها الأحباش واستعادها سيف منهم، كما تحكي عن ولده معديكرب. وتجعل السيرة من سيف موحداً مسلماً على دين إبراهيم الخليل، ومن الأحباش وثنيين يعبدون الكواكب والنجوم، رغم أن دين الأحباش كان النصرانية.
وتبدو السيرة مركبة من أشتات متبانية للغاية؛ وعلى عكس ما يتوقع المرء، فإن الموروث اليمني القديم فيها محدود. من ناحية أخرى يظهر تأثير الأدب المدراشي في السيرة بالتركيز على شخصية النبي موسى والفولكلور العالمي وموروث شعبي مصري وسوري وسوداني ومقاطع من ألف ليلة وليلة (خاصة قصة عجيب وغريب). يظهر أن السيرة مرت بطورين من كتابتها، طور يمني وطور مصري. ولم تحظَ السيرة بدراسة سردية شاملة لكامل الملحمة حتى الآن، وكذلك الحال بالنسبة لدراسة المخطوطات وتاريخها؛ على العكس من حال بقية السير العربية مثل سيرة ذات الهمة وسيرة عنترة بن شداد، وإلى حد ما سيرة بني هلال، فكلها سير مدروسة ولها إطار تاريخي محدد ومعروف نسبياً.
وفي السيرة إشارات قومية واضحة، كما أن السيرة تجعل من سيف بن ذي يزن ملكاً متوجاً على الإنس والجن. وتشير السيرة إلى اختفاء سيف في آخر أيامه لاحقاً بأمه في عالمها. امتدت تأثيرات هذه السيرة على امتداد العالم الإسلامي، فدخلت الأدب الماليزي على أنها سيرة الملك يوسف ذي الليزان أو "سيف ذو اليزن"، وأثرت في الأدب القصصي في تلك البلاد مع السير العربية الأخرى.

## في الأدب اليمني الحديث
استلهم عدد من الأدباء اليمنيون المعاصرون شخصية سيف بن ذي يزن في الصراعات السياسية بوصفه أول حركة تحرر وطني عربية، فكتب الشاعر عبد العزيز المقالح قصيدة بعنوان "رسالة إلى سيف بن ذي يزن"، أما الثائر محمود الزبيري فقد تخيل اللقاء بسيف بن ذي يزن في عمل أدبي جمع فيه عدد من الشخصيات التاريخية.

## في التلفزيون
ظهر عمل تلفزيوني أردني بعنوان سيف بن ذي يزن سنة 1982، ثم عمل آخر سوري بعنوان سيف بن ذي يزن في سنة 2003، ومؤخراً ظهرت شخصية تستلهم سيف بن ذي يزن في مسلسل درامي يمني بعنوان ماء الذهب عُرض في شهر رمضان 1445هجرية/2024م، غير أنه لم يظهر في المسلسل بصورة مباشرة.

### هوامش
1. ↑  لدى سميفع أشوع ابن أوسط يدعى "معد كرب يعفر"، وهو مذكور في نقش "حصن الغراب المؤرخ بسنة 530م، وهو صاحب الثورة في أيام أبرهة. يذكر هشام بن محمد الكلبي في أحد روايته: أن ابا مرة الفياض، أولد معدي كرب، وهو سيف (انظر: تاريخ الطبري 1/560). بينما في رواية أخرى زعم الكلبي أن سيف الأصغر هو النعمان بن قيس بن عبيد بن سيف بن ذي يزن، الذي آستجارَ كسرى على الحبشة (انظر: نسب معد واليمن 2/545). أي أن سيف الأكبر هو الجد الثاني لسيف الأصغر الذي استجاش كسرى. بينما نسابة اليمن لديهم خلاف واسع في نسبه، فقال عبدالله بن رزام: إنما هو النعمان بن معدي كرب بن قيس بن عبيد بن سيف الأكبر. ويعارضه أبو نصر، فيقول: ليس الوافد على كسرى معدي كرب الأكبر بن سيف الأكبر وإنما هو النعمان بن قيس (انظر: الإكليل 2/201.). وبما أنه حتى الآن لم يعثر على أي نقش لسيف ذي يزن، فلا يمكن معرفة نسبه لتضارب تلك الروايات، وهل سيف من سلالة سميفع أشوع أو من فروع أخرى.

## وصلات خارجية
- سيرة سيف بن ذي يزن - الموسوعة العربية الميسرة، 1965